# Kurucz Ferenc (labdarúgó, 1910)
Kurucz Ferenc (szlovákul: František Kurucz, ukránul: Федір Михайлович Куруц, Fedir Mihajlovics Kuruc, oroszul: Фёдор Михайлович Куруц, Fjodor Mihajlovics Kuruc) (Ungvár, Magyarország, 1910. július 18. – Ungvár, Ukrajna 1992. december 7.) csehszlovák és magyar labdarúgóhátvéd és -fedezet, többszörös kelet-szlovákiai és országos szlovák bajnok. Később ukrán és szovjet labdarúgóedző, -játékvezető és sportvezető. Ő volt Kárpátalja első sportolója, aki a labdarúgás fejlesztése terén elért eredményekért megkapta az ukrán „Köztársasági labdarúgó-játékvezető” (1953) és a szovjet „Össz-szövetségi labdarúgó-játékvezető” megtisztelő címeket (1956): közel 100 nemzetközi és szovjet első ligás bajnoki mérkőzést vezetett le kifogástalanul a múlt század ötvenes-hatvanas éveiben.

## Pályafutása

### Játékosként
A labdarúgó pályafutását a csehszlovák labdarúgó-bajnokság szlovák csoportjában részt vevő UMTE Užhorod ificsapatában kezdte (1926), de egy év múlva átkerült a kedvenc Rusj (Užhorod)-hoz. Így, alig 18 évesen már játszhatott Kárpátalja legjobb klubjának a felnőtt csapatában, amely az elkövetkező tíz év alatt a hat kerületi bajnoki cím mellett, 1929-1934 között 6-szor győzött a kelet-szlovákiai bajnokságban, ötször volt döntőse (1929, 1930, 1931, 1932, 1935) és kétszer bajnoka (1933, 1936) az országos szlovák bajnokságnak. Ez Kárpátalja egyetlen csapata volt, amely az 1936/1937-es idényben kijutott a csehszlovák profiligába. (A játékosok többsége tanár volt és a csapat a távolabb fekvő városokba tartandó mérkőzéseire, Európában az elsők között többnyire repülőgépekkel utazott, s ezért kiérdemelte a repülőtanárok becenevet.)
Az első bécsi döntés (1938. november 2.) értelmében Felvidék és Kárpátalja egyes részeit visszacsatolták Magyarországhoz, és a visszatért területek futballcsapatai bekapcsolódtak a magyar labdarúgó-bajnokságba. Kurucz 1939 nyarán az NB D-nek nevezett negyedosztály Felső-tiszai kerületében szereplő SK Rusj Huszt-hoz került játékos-edzőként, amellyel a következő szezonban a 4. helyezést érte el a Kárpátaljai alosztályában.

### Edzőként és labdarúgó-játékvezetőként
Kurucz Ferenc a huszti SK Rusj klub szervezésével és a játékosok felkészítésévél 1944 nyaráig foglalkozott, a csapata azonban a következő szezonban több meccset már nem tudott lejátszani a magyar vidéki bajnokságban, mert jött a front. A Huszti SK Rusj ezzel befejezte magyarországi szereplését. A kiváló edző és vezető szervezési képességei viszont csak ezt követően, a háború utáni években kezdtek igazán kibontakozni.
A II. világháborút lezáró párizsi békeszerződések Kárpátalját a Szovjetunióhoz csatolták, és az Ukrajna része lett. 1947-ben őt megválasztották az országos Szpartak sportszövetség Kárpátaljai megyei tanácsának elnökévé, s emellett klubvezetőként vagy vezetőedzőként az 1946-1955 közötti időszakban aktívan foglalkozott az ungvári mestercsapat szervezésével, illetve irányításával. Ennek a folyamatnak a keretében a korábbi csapattársainak jelentős része és az Ungvári AC több játékosa átkerült az újonnan szervezett Szpartak Uzsgorod ukrán másodosztályú csapathoz, amely részvételükkel 1946-ban megszerezte az első országos bajnoki címet. Ezenkívül a csapat eljutott a szovjet kupasorozat negyeddöntőjéig, amelyre Moszkvában került sor 1946. október 13-án a Dinamo Stadionban és amelyben az Ungvári Szpartak akkori ellenfele - az első osztályú Szpartak Moszkva - győzött 5:0-ra, és végül megnyerte a szovjet labdarúgókupát. Mindezen eredmények elérésében Kurucz Ferencnek kiemelkedő szerepe volt, mivel addigra ő vált Kárpátalja egyik legelismertebb sportszakértőjévé. Az ungváriak az ő irányításával később ismét jeleskedtek a kupamérkőzéseken és bejutottak az ukrán labdarúgókupa zárószakaszába, amelyre 1948. október 3-26. között került sor Kijevben a Dinamo Stadionban, és amelyben végül az Ungvári Szpartak akkori ellenfele - az első osztályú Dinamo Kijev - egy végig nagyon szoros, de kiegyenlített meccsen győzött 2:1-re, és a végén megnyerte a tornát. A kijeviek csapatában akkor már két korábbi ungvári játékos - Láver György és Fábián János - is szerepelt, és a mérkőzés után (1948. október 20.) - a labdarúgás történetében egyedülálló módon - további nyolc kárpátaljai fiatal is meghívást kapott a fővárosi sztárcsapatba, nevezetesen: Tóth Dezső, Mihalina Mihály, Juszt Ernő, Komán Mihály, Szengetovszkij Zoltán, Gazsó László, Godnicsák László és ifj. Györffy Zoltán. (Ehhez, a magyar és csehszlovák labdarúgóiskolán felnövő, fiatal kárpátaljai tehetségekből álló csoporthoz két év múlva csatlakozott a munkácsi születésű Popovics Tibor is. A Kijevi Dinamo utánpótlás kerete az ő részvételükkel 1949-ben kis-aranyérmeket szerzett az első ízben kiírt, a szovjet tartalékcsapatok közötti országos bajnokságban. A kijevi csapatban abban az évben már tíz fiatal kárpátaljai tehetség játszott, akik több éven keresztül elismert tagjai voltak a Dinamonak és kiemelkedő eredményeket értek el országos és nemzetközi szinten.)
Kurucz már a negyvenes évek közepén kezdeményezője volt az új megyei és városi labdarúgó-játékvezetői testületek létrehozásának, valamint a megyei sportbizottság és labdarúgó-szövetség szervezésében és vezetésében is részt vett. Ezenkívül köztársasági és össz-szövetségi labdarúgó-játékvezetőként országos elismerést szerzett. A hetvenes évek közepétől kezdődően 1988-ig az Ungvári városi labdarúgó-szövetséget vezette. Eredményes tevékenységét „A szovjet testnevelés és sport kiváló dolgozója” kitüntetéssel jutalmazták (1970).

## Sikerei, díjai
Szlovák bajnokság
- bajnok (2): 1933, 1936
- 2. hely(5): 1929, 1930, 1931, 1932, 1935

Csehszlovák bajnokság
- 11. hely (1): 1937

Magyar NB Felső-tiszai kerület, Kárpátaljai alosztály
- 4. hely (1): 1940

Ukrán bajnokság
- bajnok (1): 1946
- „Köztársasági labdarúgó-játékvezető” kitüntető cím(1): 1953

Szovjet bajnokság
- labdarúgókupa negyeddöntős (1): 1946
- „Szovjetunió össz-szövetségi labdarúgó-játékvezetője” kitüntető cím (1): 1956
- „A szovjet testnevelés és sport kiváló dolgozója” kitüntetés (1): 1970

## Ajánlott irodalom
- Fedák László. Kárpátalja a sporteredmények tükrében (38., 109. és 136. oldal). Ungvár: Karpati (1994) (ukránul)
- Krajnyanica Péter. A kárpátaljai labdarúgás története (46., 60., 109., 121., 123., 177., 185. és 195. oldal). Ungvár: Karpati (2004) (ukránul)
- Mihalina László. Otthon minden kő megsegít... (44., 58. és 107. oldal). Vác: Kucsák Könyvkötészet és Nyomda (2011)

## Fordítás
- Ez a szócikk részben vagy egészben  a(z)   Куруц Федір Михайлович című ukrán Wikipédia-szócikk ezen változatának fordításán alapul.  Az eredeti cikk szerkesztőit annak laptörténete sorolja fel. Ez a jelzés csupán a megfogalmazás eredetét és a szerzői jogokat jelzi, nem szolgál a cikkben szereplő információk forrásmegjelöléseként.